# Glacier Ampère
Pour les articles homonymes, voir Ampère (homonymie).
Le glacier Ampère est un glacier de la Grande Terre, l'île principale des îles Kerguelen, dans les Terres australes et antarctiques françaises (TAAF).

## Geographie
Le glacier Ampère est l'un des glaciers émissaires sud-orientaux du glacier Cook (avec le glacier de la Diosaz qui lui est associé) qui occupe la partie occidentale des Kerguelen. Dans sa partie supérieure, le glacier se comportait comme un barrage naturel en bloquant les eaux de ruissellement qui forment le lac du Bouchet. Le glacier est marqué par un profond recul attesté depuis les années 1960 entraînant un déplacement en aval du lac du Bouchet sur plus d'un kilomètre. Ainsi entre le glacier et l'ancienne moraine s'est formé le grand lac Ampère long de 4 km.